# Печенешки језик
Печенешки језик је изумрли туркијски језик којим су говорили Печенези у источној Европи (делови јужне Украјине, јужне Русије, Молдавије, Румуније и Мађарске) у 7—12. веку. Међутим, имена на овом језику (Беке, Вохун, Лечк, итд.) су била пријављивана у Хатвану до 1290. године.

## Класификација
Печенег је највероватније био члан огуског огранка туркијске породице језика, али лоша документација и одсуство језика потомака спречили су лингвисте да направе тачну класификацију. Већина стручњака би била прилично сигурна да га сврстава међу огуске језике, али би одбила да га даље класификује, иако се налази у породици кипчакских језика у Глотологу и у породици кипчак-куманских језика у „Лингвистичкој листи”.
Византијска принцеза Ана Комнина тврди да су Печенези и Кумани говорили истим језиком, док је Махмуд ал Кашгари сматрао да је њихов језик искварен облик турског.